# Деми (певица)
Ди́митра Пападе́я (греч. Δήμητρα Παπαδέα, род. 21 августа 1991, Афины, Греция) — греческая певица, выступающая под псевдонимом Деми (англ. Demy). Представительница Греции на Евровидении 2017, которое прошло в Киеве.

## Биография
Деми родилась в 1991 году. Её детство прошло в Афинах, где она живёт и сегодня. Её любовь к музыке проявилась очень рано. Уже в пять лет девочка начала учиться играть на фортепиано, к настоящему времени она берет уроки вокала. Деми учится на юридическом факультете в Афинах.
В 2011 году состоялся очень успешный дебют Деми с песней «Μια Ζωγραφιά» (Ο Κόσμος Μας), которую она исполнила в дуэте с Миденистисом (MIDENISTIS). Песня стала мегахитом. В 2011 году она записывает также песню «Μόνο Μπροστά». В 2012 году Demy представила новую версию «Μόνο Μπροστά» в сотрудничестве с OGE. Новый сингл Demy «Πόσες Χιλιάδες Καλοκαίρια» (музыка Димитриса Контопулоса и слова Никоса Мораитиса) был выпущен в июне 2012 года и имел огромный успех, песня покорила весь мир. По состоянию на конец июля 2012 года она занимает первое место 5-ю неделю подряд в Billboard Greek Digital Songs chart. Песня также имела успех на греческом радио, став № 1 в официальном греческом графике трансляции. В марте 2012 года в сотрудничестве с Playmen был выпущен сингл под названием «Fallin», который также лидирует в TOP 40 — официальном хит-параде радиостанции «Европа Плюс». В течение летнего сезона 2012 года Demy появляется на сцене в ночном клубе «Thalassa» вместе с Сакисом Рувасом. 28 июля 2012 года Demy приняла участие в пятом марафоне Europa Plus Live 2012, который проходил в Москве в Лужниках, с песней «Fallin», которую певица исполняет вместе с дуэтом Playmen.
Первый полнометражный студийный альбом Деми № 1 был выпущен 19 декабря 2012 года в соответствии с её звукозаписывающим лейблом Panic Records. Альбом включает в себя десять треков, включая две песни на английском языке. Альбом также включает её хит в Греции с греческим рэпером Миденистисом «Μια ζωγραφια». Альбом достиг 1 позиции в греческом чарте и стал платиновым.
В мае 2013 Деми выпустила летнюю песню на английском языке под названием «The Sun» вместе с продюсером Алексом Леоном и греческим рэпером Epsilon. Песня стала большим хитом в Греции.
В марте 2014 Деми совместно с Playmen выпустила песню под названием «Nothing Better».

## Награды
- 20 июня 2012 состоялась девятая подряд церемония награждения MAD Video Music Awards (премия телеканала MAD TV). Demy является абсолютным победителем, получив 3 награды: Лучший видеоклип — хип-хоп/Урбан, Лучший дуэт/сотрудничество, Лучший артист-новичок[6].
- Demy получила звание «Женщина года 2011» (греч.  «Γυναίκες της Χρονιάς 2011») в категории Новые (греч.  «ΠΡΩΤΟΕΜΦΑΝΙΖΟΜΕΝΗ») по версии журнала Life & Style[7].
- В 2013 году на церемонии MAD Video Music Awards победила в номинации лучшее поп-видео с песней Poses Xiliades Kalokairia.
- В 2013 году на церемонии MTV Europe Music Awards победила в номинации лучший греческий артист, но не смогла победить в номинации лучший европейский артист.
- В 2014 году на церемонии MAD Video Music Awards с песней The Sun победила в номинациях лучшая песня года и лучший клип года.

## Дискография

### Студийные альбомы
| Название      | Примечания                                                                                | Высшая позиция в чарте | Сертификации            |
| Название      | Примечания                                                                                | GRE                    | Сертификации            |
| ------------- | ----------------------------------------------------------------------------------------- | ---------------------- | ----------------------- |
| #1            | - Выпущен: 19 декабря 2012 - Лейбл: Panik Records - Форматы: CD, CD/DVD, Digital Download | 1                      | - IFPI Greece: Platinum |
| Rodino Oneiro | - Выпущен: 22 декабря 2014 - Лейбл: Panik Records - Форматы: CD, CD/DVD, Digital Download | 7                      | - IFPI Greece: Gold     |
| Kontra        | - Выпущен: 27 октября 2017 - Лейбл: Panik Records - Форматы: CD, CD/DVD, Digital Download |                        |                         |

### Мини-альбомы
| Название                  | Примечания                                                               | Высшая позиция в чарте | Сертификации            |
| Название                  | Примечания                                                               | GRE                    | Сертификации            |
| ------------------------- | ------------------------------------------------------------------------ | ---------------------- | ----------------------- |
| Mono Mprosta              | - Выпущен: 23 мая 2012 - Лейбл: Panik Records - Формат: Digital Download | 1                      | - IFPI Greece: Gold     |
| Poses Xiliades Kalokairia | - Выпущен: 6 июля 2012 - Лейбл: Panik Records - Формат: Digital Download | 1                      | - IFPI Greece: Platinum |
| Retrospective             | - Выпущен: 24 мая 2019 - Лейбл: Panik Records - Формат: Digital Download |                        | - IFPI Greece: Platinum |

### Синглы
- 2011 — «Mia Zografia» (with Midenistis)
- 2011 — «Mono Mprosta» (with OGE)
- 2012 — «Fallin» (with Playmen)
- 2012 — «Poses Xiliades Kalokairia»
- 2012 — «I Zoi (To Pio Omorfo Tragoudi)»
- 2013 — «Ki An Prospatho»
- 2013 — «The Sun» (with Alex Leon & Epsilon)
- 2013 — «Meno»
- 2014 — «Nothing Better» (with Playmen)
- 2014 — «Oso Ο Κosmos Τha Εxei Εsena» (with Mike)
- 2014 — «Rodino Oneiro»
- 2015 — «Where Is The Love» (with Angel Stoxx)
- 2015 — «Proti Mou Fora» (with Melisses)
- 2015 — «Emeis»
- 2015 — «H Alitheia Moiazei Psema»
- 2016 — «Tha Meineis Fevgontas»
- 2016 — «Some Hearts Are Meant To Fall»
- 2016 — «Isovia Mazi»
- 2017 — «When The Morning Comes Around»
- 2017 — «Angels»
- 2017 — «This Is Love» (Евровидение-2017)
- 2017 — «M'Ekdikise»
- 2017 — «Ston Aera»
- 2018 — «Orio Kanena»
- 2018 — «Kyma Kalokairino»
- 2018 — «Summer Nights»
- 2018 — «Too Late»
- 2018 — «Ela»